# Yanceyville
Yanceyville ist der Verwaltungssitz von Caswell County in North Carolina. Der Verwaltungssitz wurde 1792 zu Yanceyville, allerdings nicht unter diesem Namen. Der Ortsname war bis 1833 Caswell Court House. Yanceyville hatte nach der Volkszählung von 2020 1937 Einwohner.

## Söhne- und Töchter der Stadt
- John Gunn (1939–2010), Autorennfahrer